# Chán
Chán (turkicky: khān, mongolsky: qāān, čínsky: 可汗 – Xan, Han, Ke-Han) je tradiční turkické označení pro vůdce kmene, později panovníka státního útvaru označovaného jako chanát. Titul chán je ekvivalentem krále. S tímto označením se setkáváme u kočovných etnik: Mongolů, Chazarů, Volžských Protobulharů, Avarů, Hunů, ad.

## Chanát
Posledním chanátem na světě byl Komulský chanát (čínsky Cha-mi) na území dnešní Ujgurské autonomní oblasti Sin-ťiang, který byl roku 1930 anektován čínskými vojsky pod vedením guvernéra Ťin Šu-žena.